# Alberto Rivera Pizarro
Alberto Rivera Pizarro (nascut el 16 de febrer del 1978 a Puertollano, Ciudad Real) és un exfutbolista espanyol que jugava de centrecampista.

## Trajectòria

### Inicis
Rivera és un jugador format al planter del Reial Madrid. És el jugador més jove en marcar a la Primera Divisió amb la samarreta blanca. Va debutar, el juny del 1995, contra el Celta de Vigo quan només tenia 17 anys. És, a més, el segon jugador blanc més jove en debutar amb el primer equip blanc, només superat per Raúl. Tot i això, no va acabar de triomfar amb la samarreta blanca i les seves aparicions amb el primer equip són escasses. De fet, va ser cedit durant dues temporades, primer al CD Numància i posteriorment al Marsella francès.

### Llevant UE
Finalment la temporada 2002/03 se'n va a València a jugar al Llevant UE. Llavors Manolo Preciado entrenava l'equip granota i jugava a la Segona Divisió. Preciado confià plenament en el jugador castellanomanxec i portant ell la batuta de l'equip el Llevant UE aconseguí l'ascens a la Primera Divisió 39 anys després. Amb Bernd Schuster i ja a Primera continuà jugant a un gran nivell. L'estiu del 2005 amb el Llevant UE de nou a Segona, el seu fitxatge fou molt buscat, finalment el Betis aconseguí tancar un acord després d'una intensa lluita amb el Deportivo.

### Betis
Amb el Betis juga tres excel·lents temporades. A més, debuta a la Lliga de Campions i a la Copa de la UEFA. Tot i això va jugar menys matxos, i l'arribada d'una oferta de l'equip asturià el va convèncer per a anar a l'Sporting.

### Sporting de Gijón
Arribà a l'Sporting de Gijón de la Primera Divisió l'estiu del 2009. Va ser el primer fitxatge d'aquella temporada i es va retrobar amb el seu antic entrenador, Manolo Preciado. Després de tres temporades a Primera, l'Sporting va baixar de categoria, fet que va coincidir amb la fi del contracte del jugador manxec que va abandonar el club.

### Elx CF
L'estiu del 2012 va fitxar per l'Elx de la Segona Divisió, un contracte que l'uniria a l'equip dos temporades. En l'equip valencià es va consolidar al centre del camp i va ser una part fonamental en l'ascens a Primera.